# Список глав государств в 686 году
Список глав государств в 685 году — 686 год — Список глав государств в 687 году — Список глав государств по годам

## Африка
- Ифрикия — 
  - Косейла, независимый берберский правитель (683 — 686)
  - Зохейр ибн Кайс аль-Балави,  наместник (686 — 689)

## Америка
- Баакульское царство — Кан Балам II, царь (684 — 702)
- Канульское царство — 
  - Йукно’м Ч’еен II, священный владыка (636 — 686)
  - Йукно’м Йич’аак К’а’к’, священный владыка (686 — 695)
- Дос-Пилас — Б'алах Чан К'авиль, царь (629 — 692)
- Мутульское царство (Тикаль) — Хасав-Чан-Кавиль I, царь (682 — 734)
- Шукууп (Копан) — К’ак'-Ути-Виц'-К’авиль, царь (628 — 695)
- Яшчилан (Пачан) — Ицамнах-Балам III, божественный царь (681 — 742)

## Азия
- Абхазия (Абазгия) — Константин I, князь (ок. 680 — ок. 710)
- Армянский эмират — Ашот II Багратуни, ишхан (686 — 690)
- Гилян (Дабюиды) — Фарукхан Великий, испахбад (676 — 728)
- Грузия — 
  - Картли — Гурам II, эрисмтавар (684 — 693)
  - Кахетия — Стефаноз II, князь[англ.] (684 — 736)
  - Лазика — Барнук II, князь (675 — 691)
  - Тао-Кларджети — Варазбакур, князь (678 — 705)
- Дханьявади — 
  - Тюрия Ганта, царь[англ.] (670 — 686)
  - Тюрия Тагья, царь[англ.] (686 — 694)
- Западно-тюркский каганат — Ашина Юанькин-шад, каган (679 — 693)
- Индия — 
  - Бадами (Западные Чалукья) — Винаядитья I, махараджа (678 — 696)
  - Венги (Восточные Чалукья) — 
    - Шришрая Шиладитья Сарвасидхи, махараджа (673 — 705)
    - Манги Ювараджа, махараджа (682 — 706)

  - Западные Ганги — Шивамара I, махараджа (679 — 726)
  - Кашмир — Пратападития, махараджа[нем.] (ок. 661 — ок. 711)
  - Паллавы (Анандадеша) — Парамешвараварман I, махараджа (670 — 695)
  - Пандья — Арикесари Мараварман, раджа (670 — 710)
  - Хагда — Раябхата, царь[англ.] (673 — 690)
- Кавказская Албания — Вараз-Трдат I, князь (670 — 705)
- Камарупа — Виджая, царь (670 — 725)
- Китай (Династия Тан) — Жуй-цзун (Ли Дань), император (684 — 690, 710 — 712)
- Кок-тюркский каганат — Эльтериш-каган, каган (682 — 693)
- Наньчжао — Синцзун-ван (Мэн Лошэн) , ван (674 — 712)
- Омейядов халифат — Абдул-Малик, халиф (685 — 705)
- Паган — Пеит Тонг, король[англ.] (660 — 710)
- Раджарата (Анурадхапура) — Аггабодхи IV, король (673 — 689)
- Силла — Синмун, ван (681 — 691)
- Сунда — Тарусбава, король (669 — 723)
- Табаристан (Баванди) — Сорхаб I, испахбад (680 — 728)
- Тибет — Триду Сонгцэн, царь (676 — 704)
- Тямпа — 
  - Викрантаварман I, князь (ок. 653 — ок. 686)
  - Викрантаварман II, князь (ок. 686 — ок. 731)
- Ченла — Джаядеви, королева (681 — 713)
- Шривиджайя — Дапунта Шри Джаянаса, князь (670 — 702)
- Япония — 
  - Тэмму, император (672 — 686)
  - Дзито, императрица (686 — 697)

## Европа
- Англия — 
  - Восточная Англия — Эльдвульф, король (664 - 713)
  - Думнония — Дунгарт ап Кулмин, король (661 — 700)
  - Кент — 
    - Эдрик, король (685 — 686)
    - Мул, король (686 — 687)

  - Мерсия — Этельред I, король (675 — 704)
  - Нортумбрия — Элдфрит, король (685 - 704)
  - Уэссекс — Кэдвалла, король (685 — 688)
  - Хвикке — Осхер, король (679 — 704)
  - Эссекс — Себби, король (664 — 695)
- Арморика — Алан II, король (? - 690)
- Болгарское царство —  Аспарух, хан (668 — 700)
- Вестготское королевство — Эрвиг, король (680 — 687)
- Византийская империя — Юстиниан II, император (685 — 695, 705 — 711)
  - Равеннский экзархат — Феодор II, экзарх (678 — 687)
  - Неаполь — Стефан I, герцог (684 - 687)
- Волжская Булгария — Котраг, хан (668 — ок. 710)
- Домнония — Варох, король (667 — 692)
- Ирландия — Финснехта Фледах мак Дунхад, верховный король (675 — 695)
  - Айлех — Фланд мак Маэле Тюил, король (681 — 700)
  - Коннахт — Дунхад Муриски мак Типрайти, король (682 — 689)
  - Лейнстер — Бран Мут мак Конайл, король (680 — 693)
  - Мунстер — Фингуне, король (678 — ок. 696)
  - Ольстер — Фергюс мак Аэден, король (674 — 692)
- Лангобардское королевство — Бертари, король (661 — 662, 671 — 688)
  - Беневенто — Гизульф I, герцог (680 — 706)
  - Сполето — Тразимунд I, герцог (665 - 703)
  - Фриуль — Родоальд, герцог (? - 694)
- Папский престол — 
  - Иоанн V, папа римский (685 — 686)
  - Конон, папа римский (686 — 687)
- Сербия — Владин, жупан (ок. 680 — ок. 700)
- Уэльс —
  - Брихейниог — Катен ап Гулиден, король (670 — 690)
  - Гвент — Морган II ап Атруис, король (685 — 715)
  - Гвинед — Идвал ап Кадваладр, король (682 — 720)
  - Дивед — Катен ап Гулиден, король (670 — 690)
  - Поуис — Гуилог ап Бели, король (ок. 665 — 710)
- Франкское королевство — Теодорих III, король (679 — 690/691)
  - Австразия — 
    - Пипин Геристальский, майордом (680 - 714)

  - Нейстрия и Бургундия — 
    - Вараттон, майордом (680 — 682, 682 — 686)
    - Берхер, майордом (686 — 688)

  - Аквитания и Васкония — Луп I, герцог (ок. 670 — ок. 688)
  - Бавария — Теодон II, герцог (680 — 716)
  - Тюрингия — Хеден I Старший, герцог (ок. 642 — ок. 687)
- Фризия — Радбод I, король (680 - 719)
- Хазарский каганат — Кабан, каган (668 - 690)
- Швеция — Ивар Широкие Объятья, король (ок. 655 - ок. 695)
- Шотландия —
  - Галвидел — Анарауд ап Мерфин, король (682 — 695)
  - Дал Риада — 
    - Маэлдуйн мак Коналл, король (673 — 689)
    - Домналл II Коричневый, король (673 — 696)

  - Пикты — Бруде III, король (672 — 693)
  - Стратклайд (Альт Клуит) — Элвин, король (658 — 693)

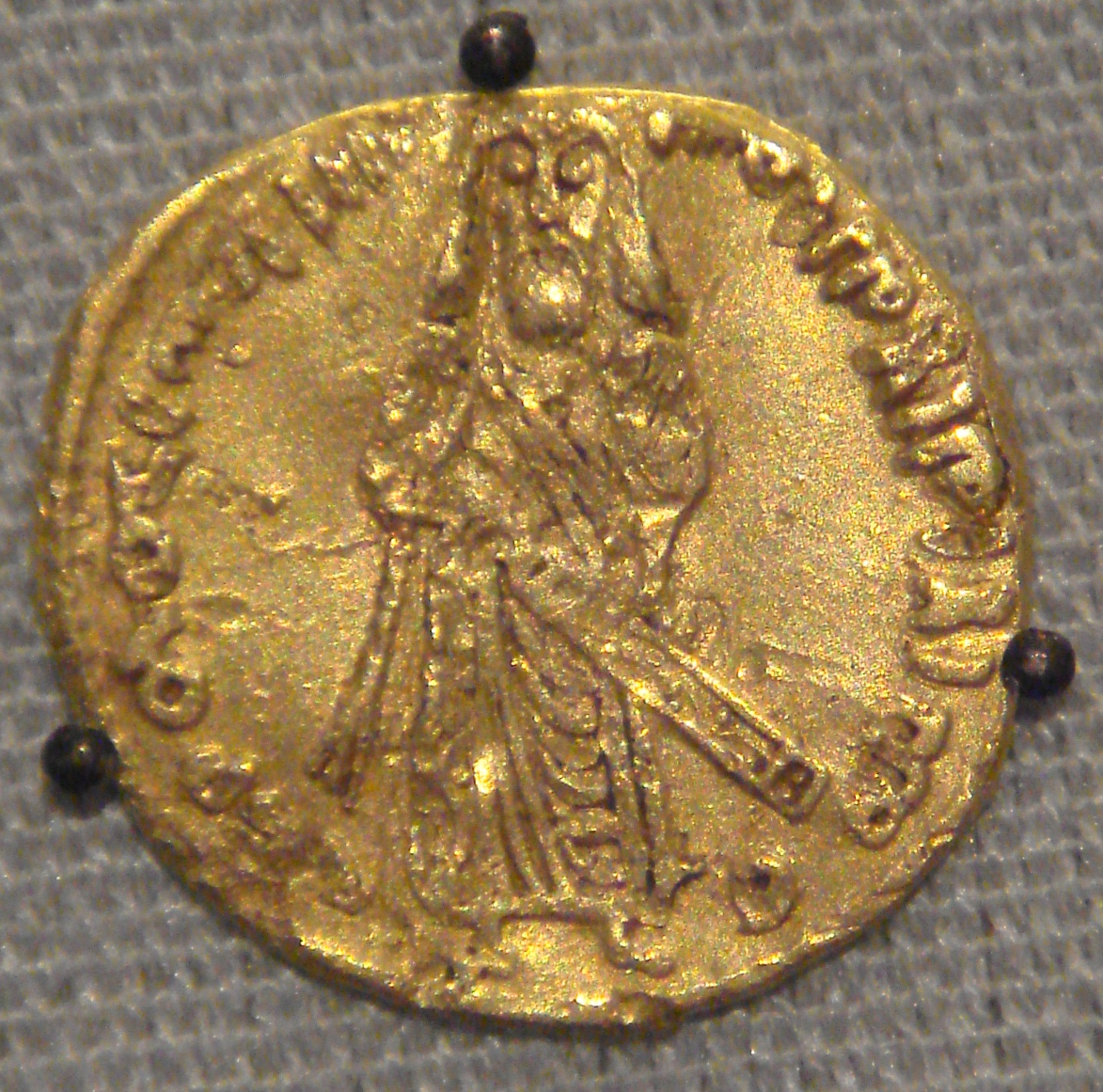
Абдул-Малик 685-705 Арабский халиф
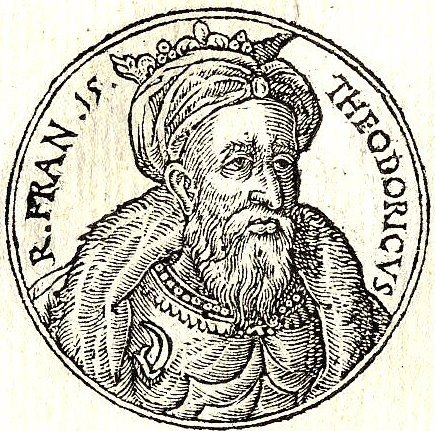
Теодорих III 675-690 Король франков
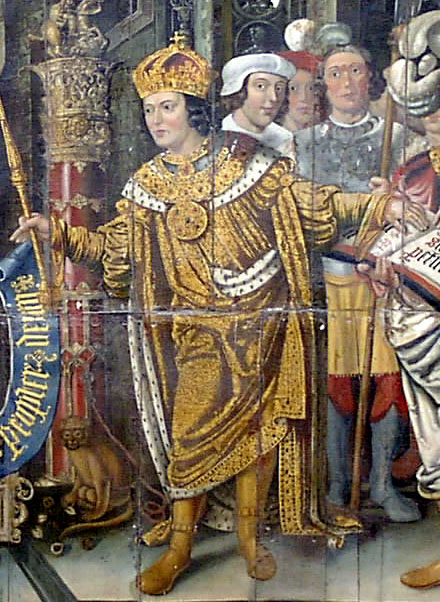
Кэдвалла 685-688 Король Уэссекса
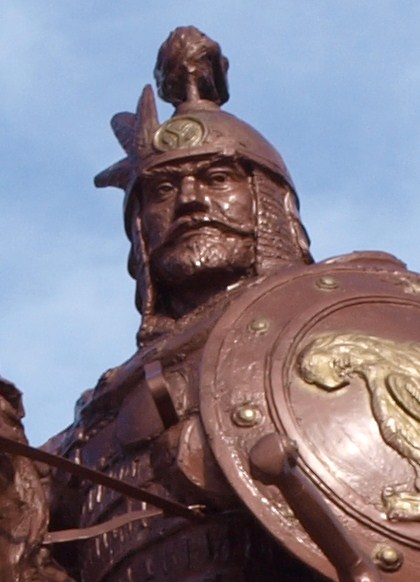
Аспарух 679-700 Хан Болгарии
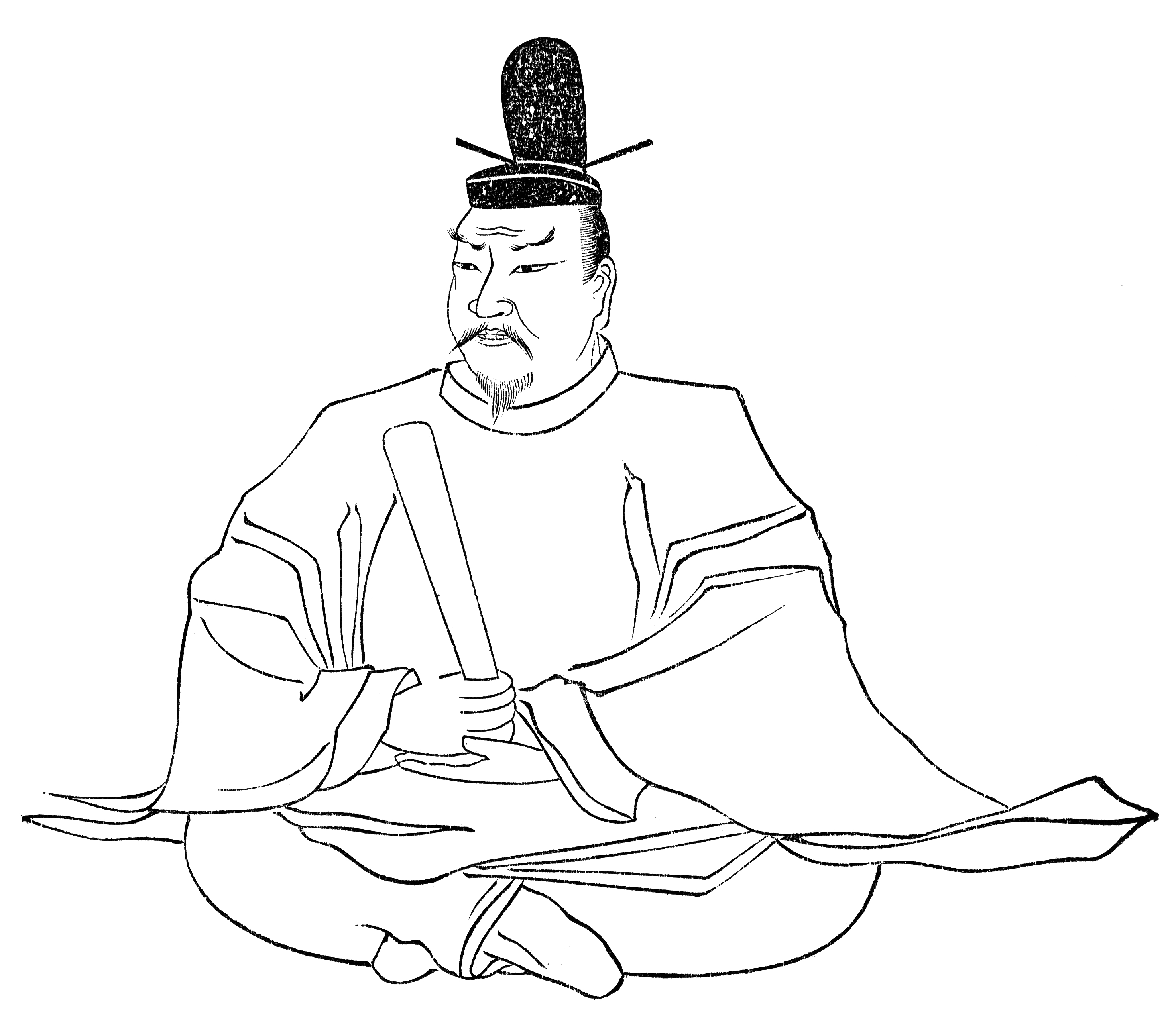
Тэмму 672-686 Император Японии
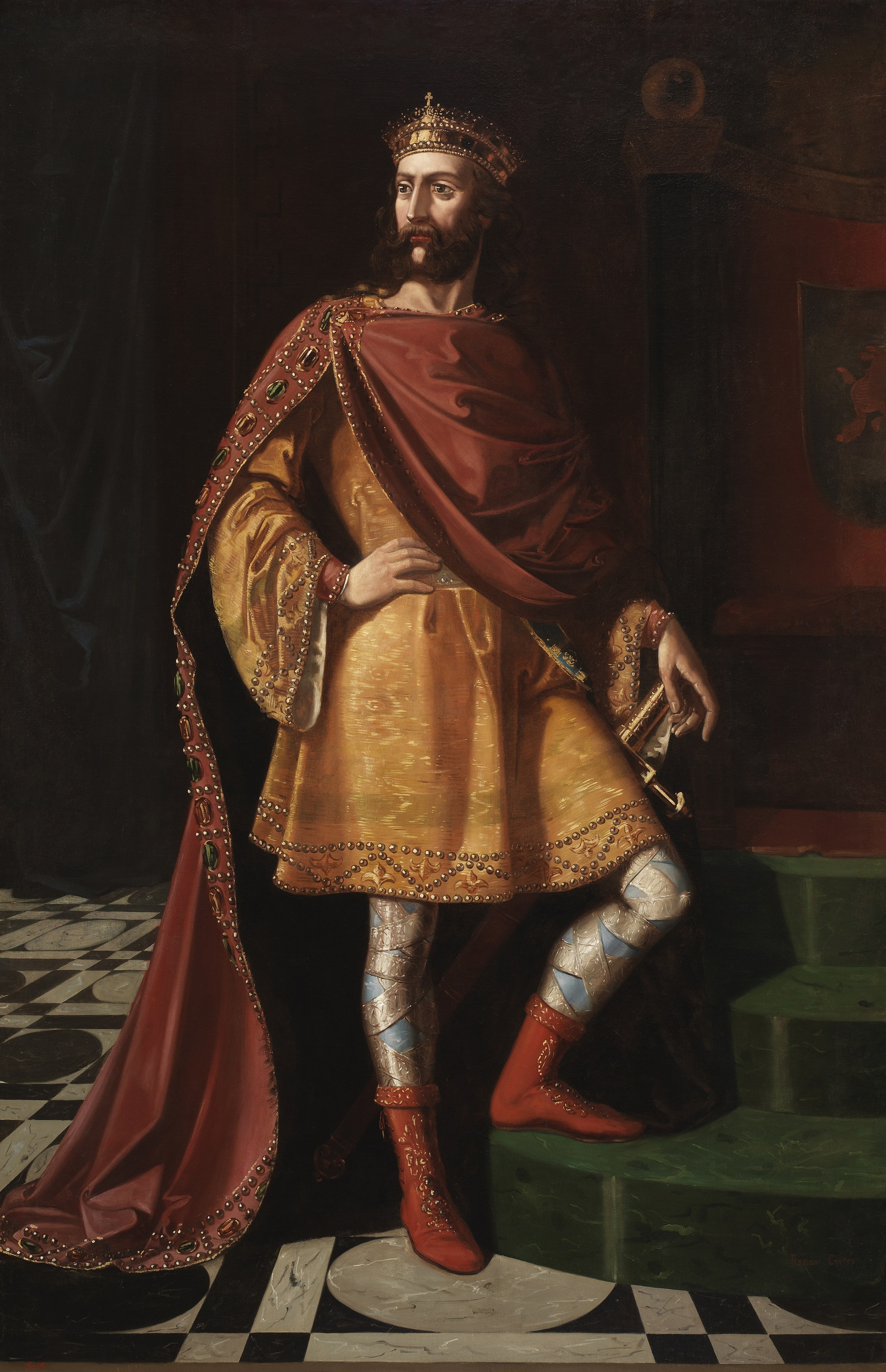
Эрвиг 680-687 Король вестготов
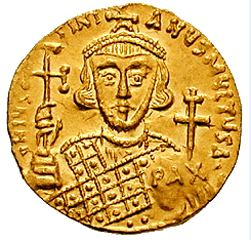
Юстиниан II 685-695 Император Византии
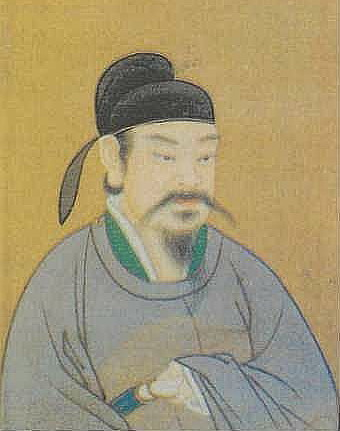
Жуй-цзун 684-690 Император Китая
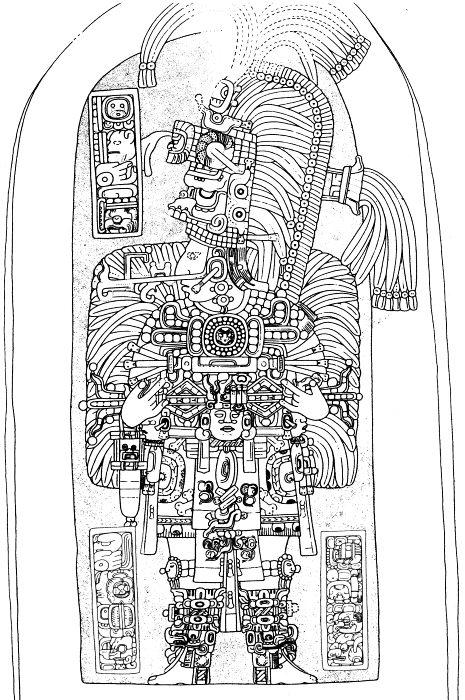
Хасав-Чан-Кавиль I 682-734 Царь Тикаля
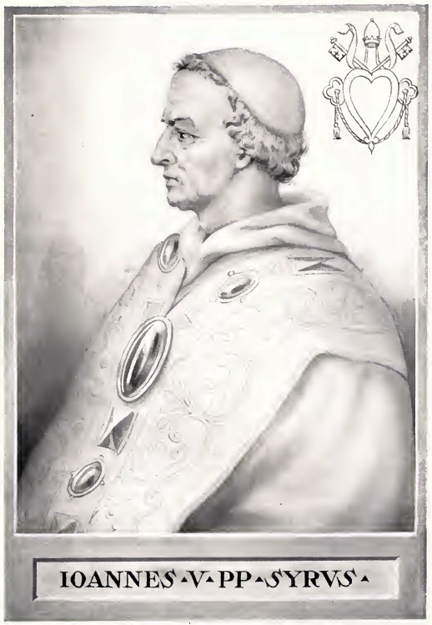
Иоанн V 685-686 Папа римский